# Кольцевое (озеро, Онекотан)
Кольцево́е — озеро на юге острова Онекотан, в Сахалинской области России. Диаметр 7 км. Площадь озера составляет 26 км². Водосборная площадь — 45,2 км².
Представляет собой кальдеру вулкана Креницына, полностью затопленную водой, над которой возвышается современная вулканическая постройка. Озеро имеет форму окружности около 15 км и, благодаря своей кольцеобразной форме, называется Кольцевое.
Максимальная глубина озера — 369 метров, температура воды на поверхности 3—8 градусов Цельсия.